# Oberst Chabert
Oberst Chabert ist eine Erzählung von Honoré de Balzac. Sie erschien unter dem Titel La Transaction erstmals 1832 in der Zeitschrift L’Artiste und im selben Jahr in einem Sammelband unter dem Titel Le Comte Chabert. 1835 wurde die Erzählung unter dem Titel La Comtesse à deux Maris im Rahmen des Romanzyklus La comédie humaine als Band V der Szenen aus dem Pariser Leben veröffentlicht. Später nahm sie Balzac in den Abschnitt Szenen aus dem Privatleben auf.

## Inhalt
Oberst Graf Hyacinthe Chabert wurde im Vierten Koalitionskrieg auf dem Feldzug Napoleons nach Ostpreußen in der Schlacht bei Preußisch Eylau (1807) schwer verwundet. Er wurde für tot gehalten und bestattet, konnte sich aber aus dem Massengrab befreien und wurde von Bauern gesundgepflegt. Nach einer langen Odyssee nach Paris zurückgekehrt konnte er seine Identität nicht nachweisen, da er mittlerweile offiziell (sogar durch den Kaiser selbst) für tot erklärt worden war. Seine vermeintliche Witwe hatte in der Zwischenzeit den Grafen Ferraud geheiratet (von dem sie auch zwei Kinder bekommen hatte) und mit Hilfe von Chaberts Vermögen eine anerkannte Stellung in der Pariser Gesellschaft eingenommen. Sie hat daher keinerlei Interesse, die Rückkehr des Obersten anzuerkennen, während der völlig verarmte Chabert über keine Mittel verfügt, um einen Prozess zur Anerkennung seiner Rechte zu führen. In seiner Not wendet sich Chabert an den Advokaten Derville (damit beginnt die Erzählung). Er kann Derville für sich einnehmen, so dass dieser nicht nur bereit ist, die Angelegenheit Chaberts zu übernehmen, sondern ihm auch noch Mittel zum Lebensunterhalt vorstreckt. Auf Grund eines möglicherweise langwierigen Prozesses rät Derville allerdings zu einem Vergleich mit der Gräfin Ferraud.
Derville sucht die Gräfin auf, um mit ihr darüber zu verhandeln. Er hat unterdessen deren schwache Stelle erkannt, denn der Graf Ferraud hat seinerseits ein Interesse an der Aufhebung der Ehe, weil er dann Aussicht auf eine vorteilhaftere Partie und Einsetzung in den Pairsstand hat. Die Gräfin ist daher grundsätzlich zu einem Vergleich bereit, bei dem ihre zweite Ehe anerkannt wird und Chabert eine Leibrente aus seinem Vermögen erhält. Als sie eine Woche später bei Derville zum Abschluss der Vereinbarung erscheint, erklärt sie jedoch, dass die verlangte Leibrente mit 24.000 Francs zu hoch sei. Damit erscheint ein Prozess unvermeidlich.
Als Chabert die Kanzlei verlässt, passt ihn die Gräfin ab und nimmt ihn in ihr Landhaus mit, wo sie ihn mehrere Tage beherbergt und ihm die verzweifelte Gattin und Mutter vorspielt, die vor allem an das Wohl ihrer Kinder denke. Chabert lässt sich tatsächlich einspinnen und ist schon bereit, ohne Derville einen für ihn sehr ungünstigen Vertrag zu unterzeichnen, durch den er letzten Endes seinen Namen und sein gesamtes Vermögen ohne Gegenleistung verlieren würde. Im letzten Augenblick erkennt Chabert die Intrige. Angewidert von der Niedertracht seiner Frau verzichtet er freiwillig auf Namen und Vermögen. Als Derville, der glaubt, Chabert habe sich stillschweigend mit der Gräfin Ferraud verglichen, bei dieser seine Auslagen geltend machen will, lässt diese ihm mitteilen, Chabert habe zugegeben, ein Hochstapler zu sein. Derville trifft Chabert einige Zeit später bei Gericht, wo dieser als Landstreicher verurteilt wird. In einem kurzen Gespräch erkennt Derville jedoch, dass Chabert kein Betrüger ist, sondern ein Ehrenmann, den seine Frau um alles gebracht hat. Viele Jahre später (1840) trifft Derville Chabert ein letztes Mal in einem Armenasyl ( Bicêtre), wo der ehemalige Oberst in seinen letzten Jahren dahinvegetiert. Derville schließt die Erzählung mit den Worten: „… sämtliche Gräuel, die die Romandichter zu erfinden glauben, bleiben noch hinter der Wirklichkeit zurück ….“

## Stellung in derComédie humaine
Im Mittelpunkt der Erzählung steht die für die comédie humaine typische Konfrontation eines lauteren, durch und durch ehrenhaften Charakters mit einem egoistischen, vor keiner Gemeinheit zurückschreckenden Gegner, dem er letztlich unterliegen muss. Oberst Chabert wird aus der Perspektive des Anwalts Dervilles erzählt, so dass Balzac seine eigenen Erfahrungen aus seiner kurzen Tätigkeit bei einem Advokaten einfließen lassen kann, aber auch, insbesondere gegen Schluss, allgemeine Betrachtungen über das Rechtswesen und die moralische Verfassung der Gesellschaft. „Unter den frühen Werken ist Oberst Chabert neben Le curé de Tours (…) dasjenige, in dem Balzac die schärfste Kritik an Grausamkeit und Egoismus einer trivialen Gesellschaft übt. Der Romantiker, den er in anderen Werken nicht verleugnen kann, scheint hier restlos ausgeschaltet.“
Chabert tritt in der Comédie humaine sonst nicht in Erscheinung; die Gräfin Ferraud hat noch eine Nebenrolle im Roman Die Beamten. Derville gehört, wie die Ärzte Desplin und Biancon, als Musterbeispiel von Integrität und Kompetenz zu den zentralen Figuren des Zyklus und taucht in insgesamt 12 Werken auf, z. B. in Vater Goriot, Gobseck oder Glanz und Elend der Kurtisanen.

## Ausgaben (Auswahl)
- Ernst Sander (Hrsg.): Die menschliche Komödie. 12 Bände, Band 11 (= Diogenes Taschenbuch. Band 130). Goldmann, München 1971–1972;

• als Taschenbuch: Band 3, Btb, Berlin 1998.
• Übersetzung von Ernst Weiß: Diogenes, Zürich 1981, ISBN 3257204515.
• Übersetzung von Felix Paul Greve: Oberst Chabert. Insel Verlag, Leipzig 1925 (Insel-Bücherei 374)
• Übersetzung von Felix Paul Greve:  Band 12 (= Insel-Taschenbuch. Nr. 1912). 1. Auflage, neu durchgesehen von Erika Wesemann. Insel, Frankfurt am Main 1996, ISBN 3458336125.

## Verfilmungen
- 1911: Le Colonel Chabert, von André Calmettes und Henri Pouctal
- 1920: Il colonnello Chabert, von Carmine Gallone
- 1924: Graf Chagron, Drehbuch Hans Müller-Schlösser, Regie Hansjürgen Völcker, Kamera László Schäffer, Produktion Tosca-Film Düsseldorf
- 1932: Mensch ohne Namen (Un homme sans nom), von Gustav Ucicky und Roger Le Bon, in deutscher und französischer Sprachversion
- 1943: Le Colonel Chabert, von René Le Hénaff
- 1994: Die Auferstehung des Colonel Chabert (Le Colonel Chabert), von Yves Angelo, mit Gérard Depardieu und Fanny Ardant

## Hörspielbearbeitungen
- 1948: Oberst Chabert – Bearbeitung und Regie: Oskar Nitschke, Titelrolle: Erich Ponto (Radio Stuttgart)
- 1952: Oberst Chabert – Regie: Wilm ten Haaf, Titelrolle: Herbert Gernoz (Radio Saarbrücken)
- 1953: Oberst Chabert – Regie: Herbert Spalke (ORF Steiermark)
- 1956: Oberst Chabert – Regie: Walter Ohm, Titelrolle: Kurt Horwitz (BR/HR)
- 1957: Oberst Chabert –  Regie: Hans Busse, Titelrolle: Erwin Geschonneck (Rundfunk der DDR)
- 1967: Oberst Chabert – Regie: Ferry Bauer (ORF Oberösterreich)

Quellen: ARD-Hörspieldatenbank für die deutschen und Ö1-Hörspieldatenbank für die österreichischen Produktionen

## Oper
- Oberst Chabert, Hermann Wolfgang von Waltershausen, Uraufführung 18. Januar 1912 in Frankfurt am Main.